# Loueuse
 Loueuse  es una comuna y población de Francia, en la región de Picardía, departamento de Oise, en el distrito de Beauvais y cantón de Songeons.
Su población en el censo de 1999 era de 133 habitantes.
Está integrada en la Communauté de communes de la Picardie Verte .

## Demografía
| 175 | 184 | 167 | 134 | 138 | 133 |
| Para los censos de 1962 a 1999 la población legal corresponde a la población sin duplicidades (Fuente: INSEE [Consultar]) |     |     |     |     |     |